# Omar Galanti
Omar Galanti (né Vittorio Paggio, le 19 septembre 1973, à Verceil, en Italie) est le nom de scène d'un acteur et réalisateur de films pornographiques italien.

## Biographie
Galanti commence sa carrière d'acteur pornographique en 2004 et a depuis participé à plus de cinq cents productions, dont des films avec des shemales. En 2010, il signe un contrat exclusif de réalisateur avec le studio Evil Angel.
Galanti est apparu dans des programmes télévisés, dont Le Iene et Lucignolo. En 2008, il participe au programme de télé-réalité Ciak si giri.

## Filmographie
- 2007 : Mucchio selvaggio, réalisé par Matteo Swaitz.
- 2011 : Belle streghe in calore, réalisé par Marco Nero.

## Prix et nominations
- 2006 : Ninfa Prize - nomination dans la catégorie Best Supporting Actor pour Those fucking nuts[5].
- 2008 : AVN Award - gagnant dans la catégorie Best Sex Scene in a Foreign-Shot Production pour Furious Fuckers Final Race[6].
- 2008 : AVN Award - nomination dans la catégorie Male Foreign Performer of the Year[7].
- 2009 : AVN Award - dans la catégorie Male Foreign Performer Of The Year[8].
- 2009 : Hot d'Or - nomination dans la catégorie Best European Actor pour Dans Règlements De Comptes[9].
- 2010 : AVN Award - nomination dans la catégorie Male Foreign Performer of the Year[10].
- 2011 : AVN Award - nomination dans la catégorie Male Foreign Performer of the Year[11].
- 2011 : AVN Award - nomination dans la catégorie Best Director – Foreign Non-Feature pour Omar's Russian Impact![11].
- 2012 : AVN Award - nomination dans la catégorie Male Foreign Performer of the Year[12].
- 2013 : XBIZ Award - nomination dans la catégorie Male Foreign Performer of the Year[13].